# Nainville-les-Roches
Nainville-les-Roches är en kommun i departementet Essonne i regionen Île-de-France i norra Frankrike. Kommunen ligger i kantonen Mennecy som tillhör arrondissementet Évry. År 2022 hade Nainville-les-Roches 521 invånare.

## Befolkningsutveckling
Antalet invånare i kommunen Nainville-les-Roches
| Referens: INSEE |